# 12997 Lizjensen
12997 Lizjensen è un asteroide della fascia principale. Scoperto nel 1981, presenta un'orbita caratterizzata da un semiasse maggiore pari a 2,6329813 au e da un'eccentricità di 0,1471244, inclinata di 12,62842° rispetto all'eclittica.